# Herder (Alberta)
Pour les articles homonymes, voir Herder.
Herder est une communauté située dans la province d'Alberta, dans le centre-sud.